# Торбица, Милан (генерал Сербской Краины)
Милан Торбица (серб. Милан Торбица), (26 апреля 1939 года Горньи-Срб, Доньи-Лапац, Королевство Югославия — 9 марта 2008 года, Сербия) — сербский генерал и военный деятель, известный военачальник армии Сербской Краины в период войны в Хорватии.

## Биография

### Молодость и образование
Милан (Манэ) Торбица родился 24 апреля 1938 года в селе Горни-Срб близ Доньи-Лапаца, на территории Королевства Югославия (ныне Хорватия). Основную школу завершил в 1949 году, а гимназию в 1954 году. Далее он поступил на службу в Югославскую народную армию, где окончил пехотную школу младших офицеров в 1956 году, Военную академию сухопутных войск в 1960 году, Высшую военную академию сухопутных войск в 1968 году, а Школу народной обороны в 1981 году.

### Служба в Югославской армии
После завершения обучения Торбица быстро продвигался по службе в рядах ЮНА. Звание лейтенанта Милан Торбица получил 20 июля 1956 года, звание пехотного подпоручика 1 ноября 1960 года, поручика в 1963 году, капитана в 1966 году, капитана первого класса в 1968 году, майора в 1972 году, подполковника в 1975 году, полковника в 1981 году, генерал-майора в 1989 году, генерал-подполковника досрочно 12 марта 1992 года.
На протяжении военной службы Милан Торбица занимал следующие должности: командир взвода в гарнизоне Тетово (1960-1966 гг.), командир роты в том же гарнизоне (1966-1969 гг.), заместитель командира батальона в том же гарнизоне (1969-1970 гг.), командир батальона в Скопье (1970-1974 гг.), начальник штаба бригады в Струмице (1974-1977 гг.), командир пехотного полка в Охриде (1977-1980), заведующий кафедры тактики Военной академии сухопутных войск в Белграде (1980-1985 гг.), начальник штаба 24-й пехотной дивизии в Смедеревска-Паланке (1985-1987 гг.), начальник Отделения по вопросам оперативной и боевой подготовки 2-й армии в Нише (1987-1988 гг.), начальник 1-го Управления 4-го отделения Генерального штаба в Белграде (1988-1991 гг.), командующий 37-го корпуса в Ужице (1991-1992 гг.), командующий Территориальной обороной Республики Сербская Краина (1992 год).
31 мая 1993 года генерал Милан Торбица был отправлен на пенсию. 9 марта 2008 года он скончался.

#### Участие в войне
Распад Югославии и последовавшие конфликты на ее территории кардинально повлияли на дальнейшую карьеру генерала Торбицы. В период войны в Хорватии (1991–1995) он стал одним из видных сербских военачальников. В начале 1992 года Милан Торбица возглавил Территориальную оборону самопровозглашённой Республики Сербская Краина (РСК). Фактически Торбица занял пост командующего Главным штабом ТО РСК, то есть руководил всеми подразделениями краинской армии в самый ответственный период становления этой структуры. Под командованием генерала Торбицы силы РСК участвовали в боевых действиях против хорватских войск. В их числе – сражение на плато Мильевац в Северной Далмации (21–23 июня 1992 года), закончившееся поражением сербских отрядов. Торбица в своих докладах подробно анализировал причины этого поражения на Мильевачком плато, что, по его оценке, показало необходимость создания более организованной единой армии, и уже осенью 1992-го руководство РСК приняло решение о реорганизации разрозненных сил территориальной обороны и милиции в регулярную Сербскую армию краины (СВК).12 октября 1992 года в Слуни состоялось совещание политического и военного руководства РСК, на котором обсуждалась трансформация вооружённых сил Краины. Генерал-подполковник Милан Торбица принимал активное участие в разработке этих реформ: он входил в специальную комиссию наряду с премьер-министром РСК Здравко Зечевичем, министром внутренних дел Миланом Мартичем, министром обороны Стояном Шпановичем и другими военачальниками (включая полковников Милоша Цветичанина и Миле Новаковича). По итогам встречи была поддержана идея создания единого командования и преобразования Территориальной обороны в регулярную армию. 16 октября 1992 года министр обороны Шпанович, министр внутренних дел Мартич и генерал Торбица совместно издали приказ, согласно которому Главный штаб Территориальной обороны РСК переименовывался в Главный штаб Вооружённых сил РСК, а все бригады Особых отрядов милиции переходили в подчинение этому штабу для формирования единой армии.

#### Отставка и смерть
31 мая 1993 года, выполнив задачу по переходу к новой структуре, он подал в отставку с должности начальника Главного штаба СВК. Указом президента РСК Горана Хаджича генерал Торбица был освобождён от командования (после подачи им безотзывной отставки). На его место был назначен полковник Миле Новакович, возглавлявший ранее 80-ю бригаду.
Завершив военную карьеру, Торбица проживал в Белграде. Милан Торбица скончался 16 марта 2008 года в Белграде, на 70-м году жизни.

## Награды
- Югославия Орден за военные заслуги с серебряными мечами (1961 год)
- Югославия Орден народной армии с серебряной звездой (1971 год)
- Югославия Орден за военные заслуги с золотыми мечами (1976 год)
- Югославия Орден народной армии с золотой звездой (1980 год)
- Югославия Орден труда с серебряным венком (1985 год)
- Югославия Орден братства и единства с серебряным венком (1987 год)